# Уздунробита
«Уздунробита» (узб. Uzdunrobita), а позже «МТС-Узбекистан» — первый в Узбекистане оператор сотовой связи, предоставлявший услуги связи. С 2004 года являлся дочерней компанией ОАО «Мобильные ТелеСистемы» (Россия). Компания предоставляла услуги сотовой связи практически по всей населенной территории Узбекистана — в стандарте GSM-900/1800.

## Структура
Компания состояла из Головного подразделения (расположенного в Ташкенте) и 20 филиалов и подразделений, расположенных в областных и административных центрах Республики Узбекистан.

## История
В августе 1991 года по инициативе Министерства связи и благодаря поддержке правительства Республики Узбекистан было создано совместное узбекско-американское предприятие — компания «Уздунробита», которая первая в Узбекистане начала предоставление услуг сотовой связи. Первым генеральным директором компании стал Юрий Васильевич Снежков. В августе 1992 года началась коммерческая эксплуатация сети сотовой связи СП «Уздунробита», работавшей в то время в стандарте NMT-450.
В середине 1994 года было принято решение о начале осуществления деятельности в аналоговом стандарте AMPS и в цифровом Digital AMPS (IS-54). В марте 2002 года в Узбекском агентстве почты и телекоммуникаций СП «Уздунробита» получило Лицензионное разрешение на предоставление услуг мобильной связи в стандарте GSM-900/1800.. 15 июня 2006 года компания «Уздунробита» начала оказывать свои услуги под обновленным брендом «МТС». 28 июня 2007 года ОАО «Мобильные ТелеСистемы» завершили приобретение СП «Уздунробита».
В апреле 2007 года компания получила лицензии на предоставление услуг 3G и WiMAX.
В середине июня 2012 года руководство «Уздунробиты» оказалось в центре скандала: правоохранительные органы Узбекистана заподозрили его в хищении имущества и уклонении от уплаты налогов. Президент МТС Андрей Дубовсков направил в генеральную прокуратуру страны обращение, обвинив руководителя компании Бехзода Ахмедова и иных менеджеров в фактах «недобросовестного управления, введения в заблуждение, нецелевого использования средств и расхищения имущества». Бехзод Ахмедов, вместе с семьёй и тёщей, покинул страну.
17 июля 2012 года приостанавливается на 10 рабочих дней предоставление услуг связи и Интернета в Узбекистане, включая местные и международные звонки, отправку СМС, предоставление услуг роуминга, возможность перевода средств со счета на счет, пополнение счета и др.
Приказом Узбекского агентства связи и информатизации за № 19-L от 17 июля 2012 года приостановлено действие лицензии ИПП «O‘ZDUNROBITA» в форме ООО.
31 июля 2012 года компания МТС-Узбекистан объявила следующее «Друзья, по решению хозяйственного суда г. Ташкента от 30.07.2012 года приостановление лицензии ИП „Уздунробита“ на оказание услуг сотовой связи, продлевается на 3 месяца. В связи с этим ИП „Уздунробита“ приносит свои извинения, и напоминает своим абонентам, что абонентские номера, подключенные сервисы и денежные средства, находящиеся на лицевых счетах, в период временного приостановления деятельности компании будут сохранены за абонентами. Списание абонентской платы и пакетов услуг осуществляться не будет.»
Апелляционная коллегия Ташкентского городского суда по уголовным делам в рамках рассмотрения апелляции ООО «Уздунробита», 100 % дочерней компании МТС в Узбекистане, на решение Ташкентского городского суда по уголовным делам от 17 сентября 2012 года в отношении четырех сотрудников МТС-Узбекистан, 8 ноября 2012 года отменила постановление суда первой инстанции об обращении в доход государства имущества ООО «Уздунробита» и определила объем финансовых претензий к ООО «Уздунробита» в размере порядка $600 млн с возможностью выплат этой суммы в рассрочку в течение восьми месяцев.

## Процедура Банкротства
7 февраля 2013 года на официальном сайте компании было сообщено, что ООО «Уздунробита» 18 января 2013 года обратилась в хозяйственный суд города Ташкента о признании себя банкротом. 7 февраля 2013 года суд принял дело к рассмотрению в соответствии со статьей 70 закона Республики Узбекистан «О банкротстве», и ввел процедуру наблюдения.
22 апреля 2013 года Хозяйственный суд Ташкента признал ИП ООО «Уздунробита» банкротом, также решениями областных хозяйственных судов и хозяйственного суда Республики Каракалпакстан от 10 июня 2013 года областные филиалы МТС по Узбекистану были признаны банкротами. 31 мая 2013 года все имущество МТС-Узбекистан было выставлено на аукционные торги решением комитета кредиторов Уздунробиты.

## Возможность возвращения
Летом 2014 года в ряде информационных агентств Узбекистана появилась информация о возвращении МТС на рынок страны. В конце июля ОАО МТС сообщило о подписании мирового соглашения с Узбекистаном, в соответствии с которым Компания планирует возобновить деятельность по оказанию услуг мобильной связи на всей территории Республики Узбекистан в рамках совместного предприятия с участием государства. Стороны предполагают в ближайшее время завершить все процедуры, предусмотренные Мировым соглашением, и осуществить запуск сети сотовой связи в коммерческую эксплуатацию до конца 2014 года.

## Возвращение на рынок Узбекистана
В августе стало известно о новой дочерней компании МТС. Название нового оператора — Universal Mobile Systems (UMS). Согласно постановлению правительства регистрация должна быть закончена 25 августа, технический ввод 1 ноября, а запуск нового сотового оператора намечен на 1 декабря 2014 года. Коммерческий запуск UMS состоялся 1 декабря 2014 года.